# Natalia Borisovna Ananjeva
Natalia Ananjeva (en russe : Наталья Ананьева), née le 5 janvier 1946, est une herpétologiste, zoologiste et spécialiste russe de la taxonomie, de la phylogénie, de la biogéographie des reptiles et des amphibiens eurasiens et de la conservation de leur biodiversité.

## Biographie
Natalia Ananjeva nait à Léningrad le 5 janvier 1946, dans la famille du professeur Boris Gerasimovich Ananjev, psychologue. En 1968, après être sortie diplômée de l'université de Léningrad, elle entre à l'école doctorale de l'Institut zoologique de l'Académie des sciences de l'URSS. Trois ans plus tard, elle rejoint l’équipe du laboratoire d’ornithologie et d’herpétologie en tant que chercheuse junior. En 1993, après avoir soutenu sa thèse de doctorat, elle devient chercheuse de premier plan. Depuis 1996, Ananjeva est directrice du laboratoire d'ornithologie et d'herpétologie de l'Académie des sciences de Russie. De 2006 à 2017, elle a également été directrice adjointe de la recherche à l'Institut zoologique de la RAS.

## Espèces nommées par Ananjeva
En 2021, Ananjeva a participé à la description de vingt-et-une espèces de reptiles, :
- Acanthosaure brachypoda
- Acanthosaura prasina (en)
- Calamar concolor
- Colubroelaps nguyenvansangi
- Cophotis dumbara
- Cyrtodactylus caovansungi
- Cyrtodactylus chauquangensis
- Cyrtopodion belaense[4]
- Cyrtopodion golubevi[5]
- Cyrtopodion persepolense[6]
- Diploderma menghaiense (en)[7]
- Diploderma ngoclinense (en)
- Phrynocephalus ahvazicus
- Phrynocephalus sakoi
- Pseudocalotes ziegleri
- Pseudocophotis kontumensis
- Pseudotrapelus aqabensis
- Pseudotrapelus chlodnickii
- Pseudotrapelus jensvindumi
- Scincella darevskii
- Teratoscincus mesriensis (en)

## Espèces nommées en l'honneur d'Ananjeva
- Kurixalus ananjevae (Matsui & Orlov, 2004)[8]
- Phrynocephalus ananjevae Melnikov, Melnikova, Nazarov & Rajabizadeh, 2013
- Ptyodactylus ananjevae Nazarov, Melnikov & Melnikova, 2013
- Acanthosaura nataliae Orlov, Truong & Sang, 2006[9]